# Seeing Red (Buffy the Vampire Slayer)
Seeing Red (Viendo Rojo en América Latina y Todo rojo en España) es el decimonoveno episodio de la  sexta temporada de serie de televisión Buffy the Vampire Slayer.

## Argumento
Tara (Amber Benson) y Willow (Alyson Hannigan) despiertan juntas. Willow está preocupada por Buffy y Tara le confirma que su amiga se ha estado acostando con Spike. Buffy va al sótano ocupado por el trío, pero llega tarde. Se han marchado dejando gran parte de material y también un par de trampas activadas. En una cueva, el trío se enfrenta a un demonio. Anya está en un bar junto a una mujer desconsolada (Kate Orsini) y poco a poco se centra en sus propios problemas con Xander.
Dawn (Michelle Trachtenberg) pasa por la cripta de Spike (James Marsters), que está bebiendo, y le pregunta si valió la pena acostarse con Anya. Le pregunta si quiere a su hermana y le dice que le ha hecho daño. En la cueva el trío consigue las Esferas de Nezbilachan. Xander (Nicholas Brendon) recibe distante a Buffy, comprende por qué Anya lo hizo, pero no por qué Buffy se acostó con Spike. Ella le dice que no volverá a verle. Sentado en un bar, quiere estar solo, y Warren (Adam Bosch) acude junto a sus amigos para armar algo de ruido.
Buffy golpea a un vampiro y llega a casa dolorida, donde se prepara un baño. Spike la sigue y le pregunta si está bien. Ella quiere que se marche y él le explica que acudió a buscar un hechizo que detuviera sus emociones. Buffy le dice que nunca podría quererle porque no confía en él lo suficiente. Intenta besarla y forcejean. Se inclina sobre ella impidiendo que se pueda mover y lucha por abrirle el albornoz. Ella libera su pierna y le golpea. Asustada, le pide que le vuelva a preguntar por qué nunca podrá amarle.
En el bar, Warren prueba las Esferas y se topa con Xander. Le golpea, pero el trío se marcha porque tiene otros planes. Spike habla con Clem (James C. Leary) en su cripta: piensa que el culpable es el chip y decide marcharse de Sunnydale. Buffy evita que el trío robe un coche blindado y pelea con Warren. Jonathan (Danny Strong) le susurra que destruya las esferas. Consigue escapar y Jonathan y Andrew (Tom Lenk) son detenidos.
A la mañana siguiente Willow y Tara están vistiéndose en la habitación. Xander está en el jardín con Buffy. Warren se acerca y dispara su arma varias veces. Una de las balas atraviesa un cristal y hiere a Tara en el pecho. La otra alcanza a Buffy.

## Reparto

### Personajes principales
- Sarah Michelle Gellar como Buffy Summers.
- Nicholas Brendon como Xander Harris.
- Alyson Hannigan como Willow Rosenberg.
- Emma Caulfield como Anya Jenkins.
- Michelle Trachtenberg como Dawn Summers.
- Amber Benson como Tara Maclay —única aparición de Tara en los créditos iniciales.
- James Marsters como Spike.

### Apariciones especiales
- Danny Strong como Jonathan Levinson.
- Adam Busch como Warren Mears.
- Tom Lenk como Andrew Wells.
- Amy Hathaway como Christine (Rubia).
- Nichole Hiltz como Diana (Mujer bella).

### Personajes secundarios
- James Charles Leary como Clem (como James C. Leary).
- Garrett Brawith como Frank.
- Tim Hager como Administrador.
- Stephan Marks como Guardia #1.
- Christopher James como Guardia #2.
- Kate Orsini como Chica en el Bronze.

## Producción
El episodio continua explorando las consecuencias de los actos, incluyendo las del sexo casual. Spike se toma tiempo para explicar a Dawn que lo que él y Anya hicieron estuvo mal. También, hace otra aparición en la serie.
Al final de la grabación del episodio en la escena de Tara, Gellar y Benson estaban llorando.
En el debate de la Academia de Televisión Artes y Ciencias que tuvo lugar entre la temporada seis y siete, Alyson Hannigan reveló que el ser alcanzada por la sangre de Tara que le salpica en la camisa fue increíblemente difícil. Porque solo tenían dos camisetas, el departamento de guardarropa seguían lavando las camisetas pero no podían secarlas, así que la camiseta estaba húmeda en la mayoría de las tomas. Hannigan bromeaba diciendo que cuando finalmente obtuvieron la toma buena no estaba segura de cómo estaba actuando, solo le preocupaba, «¿Bien con la sangre? Bien. Sigamos.»
En el audiocomentario del DVD, James Marsters dijo que grabar la escena en la que Spike casi viola a Buffy fue una de las escenas más duras que nunca hubo grabado. Desde ese momento ha dicho que nunca haría otra escena parecida de nuevo. Esa escena también creó controversia entre los aficionados y los guionistas, pero la guionista Jane Espenson dice que ese momento era necesario para asentar la poderosa motivación de Spike para ganar su alma.  As James Marsters points out, "How do you motivate him [to] make a mistake that’s so heart-rending that he’d be willing to do that?"
En su ensayo sobre sexo y violencia en Buffy the Vampire Slayer, Gwyn Symonds llama a la escena «técnica y emocionalmente intrincada» en lo que, a diferencia de otros intentos de violación, conecta a «la audiencia con ambos... autor y víctima.» La acción fue «cuidadosmente coreografiada» de acuerdo a James Marsters, con la cámara alternando entre primeros planos individuales de Buffy y Spike para reforzar la empatía hacia ambos. La guionista Rebecca Rand Kirshner está de acuerdo con que el espectador «podría sentir como el interior de Spike se retorcían en esta perversión de lo que quería,» y encontró que experimentar esa escena desde esa perspectiva era muy molesto.
Este es el primer y único episodio en el que Amber Benson —Tara Maclay— aparece en los títulos de crédito, y es también el episodio de su muerte. Joss Whedon había querido matar a un personaje principal en el mismo momento en el que se mostraba por primera vez en los créditos iniciales. Originalmente el personaje indicado era el de Eric Balfour, que interpretó a Jesse en Welcome to the Hellmouth y The Harvest. Eric iba a ser añadido en los créditos iniciales para crear la sensación chocante de ver morir a un personaje principal que podía morir inesperadamente. Pero debido a motivos de presupuesto no pudo ser añadido en ese momento.[cita requerida]

### Música
- Alien Ant Farm  - «Stranded»
- Azure Ray - «Displaced»
- Daryll-Ann - «The Leaves»